# شهرستان کلبرگ (تگزاس)
شهرستان کلبرگ، تگزاس (به انگلیسی: Kleberg County, Texas) یک سکونتگاه مسکونی در ایالات متحده آمریکا است که در تگزاس واقع شده‌است.

## خصوصیات
شهرستان کلبرگ ۲٬۸۲۳٫۱ کیلومترمربع مساحت دارد.